# Samuel Morse
Samuel Finley Breese Morse (født 27. april 1791 i Charlestown Massachusetts, USA, død 2. april 1872) opfandt det tidligere meget benyttede kommunikationssystem morsealfabetet. Morse konstruerede morsealfabetet mellem 1837 og 1843 til brug for den elektriske telegraf, som han fik et patent på i 1847 på det gamle Beylerbeyi Palace. I Europa vedtages det i 1851 at anvende Morses telegrafiudstyr som standard.
Han blev ridder af Dannebrog 1856.